# Circuit de Gedinne
Der Circuit de Gedinne ist eine temporäre Motorsport-Rennstrecke in der Gemeinde Gedinne im Bezirk Dinant der belgischen Provinz Namur.

## Geschichte
Die ersten Motorradrennen in Gedinne fanden im August 1947 auf einem 7,527 km langen Straßenkurs statt, der als hügelige und kurvenreiche Strecke durch die Ardennen und das Dorf Gedinne selbst führte und die Bezeichnung Circuit de Gedinne-Gribelle trug. Diese erste Nutzungsphase der Strecke dauerte bis Juli 1955, wobei sowohl das Rennen 1950 als auch ein weiteres für Juli 1956 geplantes Rennen abgesagt wurden.
Von 1979 bis 1986 wurden die Rennen auf der alten Strecke nach mehr als 20-jähriger Pause wieder aufgenommen. Der Kurs bekam einen neuen Start-Ziel-Bereich und die Fahrtrichtung wechselte vom zuvor genutzten Uhrzeigersinn auf gegen den Uhrzeigersinn.
Ab dem August 1987 wurde ein neues Layout von zunächst 5,050 km Länge genutzt. Dieses umfasste einen Teil der alten Strecke, vermied aber die Ortsdurchfahrt durch Gedinne. Später wurden zwei Schikanen hinzugefügt, um die Motorräder im Start-Ziel-Bereich zu verlangsamen. Die erste wurde etwa 1989, die zweite in den 1990er-Jahren eingebaut. Dadurch stieg die Länge des heute unter dem Namen Circuit Antoine Schmit bekannten Kurses auf 5,063 km. Die letzten Straßenrennen in Gedinne mit modernen Motorrädern fanden im August 2006 statt. Seither wird die Strecke nur noch für Oldtimer-Motorradrennen unter dem Titel Belgian Classic TT genutzt.
In den späten 1980er- und frühen 1990er-Jahren fanden auch 24-Stunden-Autorennen für Citroën 2CV in Gedinne statt. Beim letzten dieser Rennen im Juni 1991 legte das Siegerteam 441 Runden zurück.